# Heldenakker

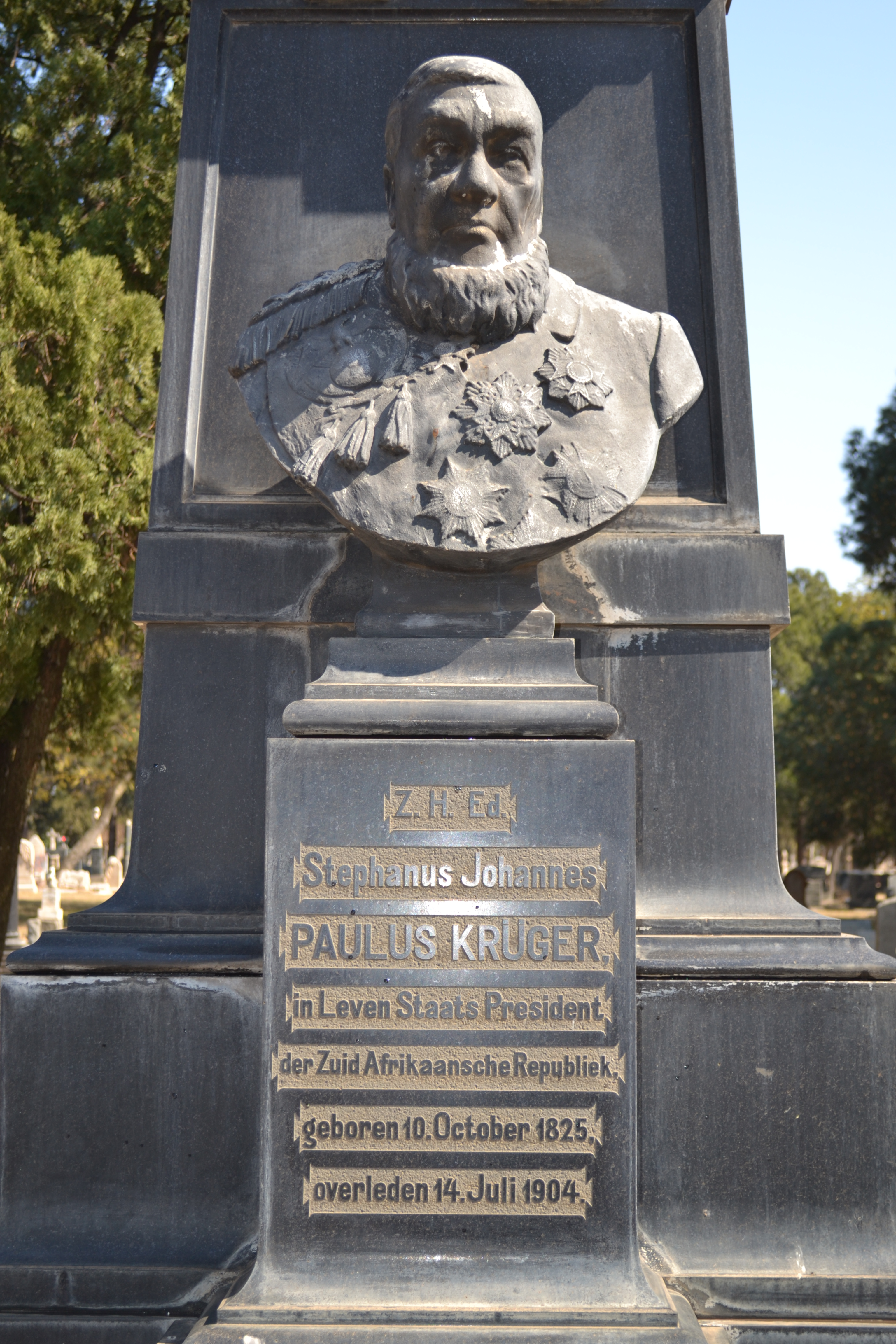
Grafmonument van Paul Kruger in de Heldenakker

De Heldenakker (Afrikaans: Die Heldeakker, Engels: Heroes' Acre) is een gedeelte van de Church Street Cemetery in Pretoria, Zuid-Afrika. De Heldenakker werd in 1867 ingericht als de laatste rustplaats van vele prominente Afrikaners, zoals presidenten en generaals.

## Bekende personen die er begraven liggen
- Andries Pretorius (1798 - 1853), stichter van de Zuid-Afrikaansche Republiek (na herbegrafenis)
- Willem Cornelis Janse van Rensburg (1818 - 1865), 2e president van de Zuid-Afrikaansche Republiek (na herbegrafenis)
- Thomas François Burgers (1834 - 1881), 4e president van de Zuid-Afrikaansche Republiek
- Stephanus Schoeman (1810 - 1890), waarnemend president van de Zuid-Afrikaansche Republiek
- Breaker Morant (1864 - 1902), Australische volksheld uit de Tweede Boerenoorlog
- Paul Kruger (1825 - 1904), 5e president van de Zuid-Afrikaansche Republiek (na herbegrafenis)
- Jopie Fourie (1879 - 1914), soldaat tijdens de Tweede Boerenoorlog en Maritz-rebellie
- Louis Botha (1862 - 1919), 1e premier van de Unie van Zuid-Afrika
- Eugène Marais (1871 - 1936), dichter
- Johannes Strijdom (1893 - 1958), 6e premier van de Unie van Zuid-Afrika
- Ernest George Jansen (1881 - 1959), gouverneur-generaal van de Unie van Zuid-Afrika
- Hendrik Verwoerd (1901 - 1966), 7e premier van de Unie van Zuid-Afrika